# Grünenberg-Wappenbuch

Grünenberg-Wappenbuch (Stillfried-Faksimile): Conrad Grünenbergs Wappen

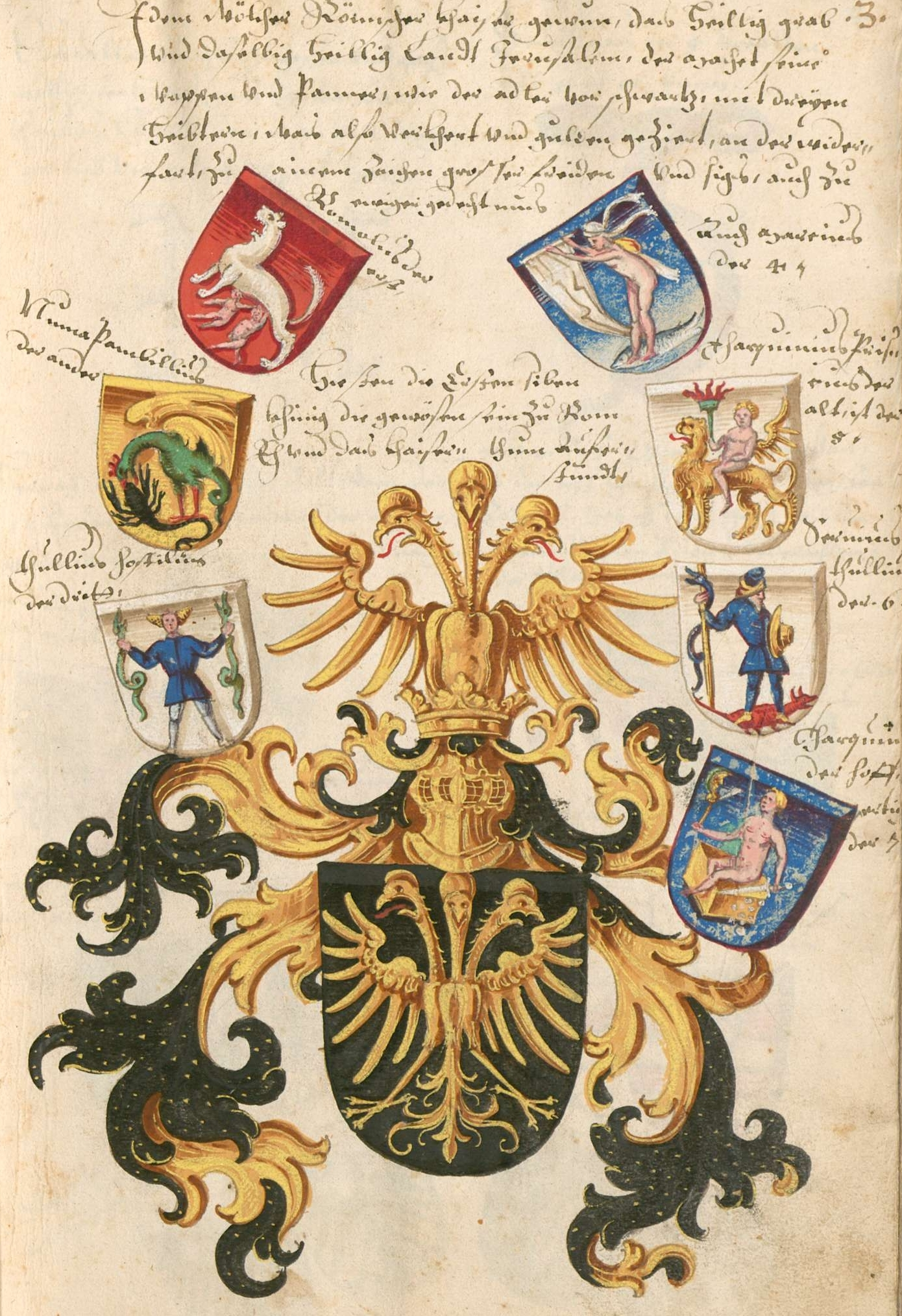
Grünenberg-Wappenbuch (BSB-Hss Cgm 9210): Phantasiewappen der römischen Kaiser

Das Grünenberg-Wappenbuch ist ein Wappenbuch, das Conrad Grünenberg (auch Konrad Grünemberg; † 1494) in den 1480er Jahren erstellte. Das Vorwort ist auf 1483 datiert, die erhaltenen Handschriften können aber nicht vor 1485/86 entstanden sein. Grünenberg war ein bedeutender Bürger der Stadt Konstanz und Ritter.

## Überlieferung
Mindestens neun Handschriften sind erhalten. Wahrscheinlich noch unter Aufsicht des Verfassers wurde ein Prachtexemplar auf Pergament gefertigt, das sich heute  unter der Signatur Cgm 145  in der Bayerischen Staatsbibliothek befindet. Die meisten anderen Abschriften ähneln dieser Handschrift.
Ebenfalls noch aus Grünenbergs Lebzeiten stammt wohl die im Geheimen Staatsarchiv Berlin (Preußischer Kulturbesitz) aufbewahrten Berliner Papierhandschrift des Wappenbuchs, die als Stillfried-Faksimile von Rudolf Graf Stillfried-Alcántara und Adolf Matthias Hildebrandt 1875 bis 1884 herausgegeben wurde. Das Faksimile, dessen Druckvorlage von Hildebrandt gemalt wurde, enthält einige Elemente, die nicht der Vorlage entsprechen. Es wurde seinerseits mehrmals faksimiliert.

## Aufbau des Wappenbuchs
Das Grünenberg-Wappenbuch enthält rund 2000 farbige, mit deutschen Legenden versehenen Wappen sowie wenige längere Texte. Die Anordnung ist in den einzelnen Handschriften unterschiedlich, vor allem die Position des Vorwortes schwankt.  
Das eigentliche Wappenbuch beginnt (in der Münchener Handschrift Cgm 145) mit Phantasiewappen der sogenannten „Neun Guten Helden“  (jeweils drei heidnische Helden der Antike, drei Gestalten des Alten Testaments und drei Vertreter des Christentums) und Wappen der antiken römischen Kaiser. Dem Adlerwappen des Heiligen Römischen Reiches und einem Thronbild Kaiser Friedrichs III. mit den sieben Kurfürsten folgen Darstellungen weiterer Reichswürden (Bischöfe, Herzöge und Grafen, Bannerträger, Äbte und Kirchen etc.) jeweils in Vierergruppen, eine Variante der sogenannten Quaternionen der Reichsverfassung. Es folgen Wappen und figürliche Darstellungen realer, aber auch fiktiver Weltreiche und deren Herrscherhäuser. Den Hauptteil der Handschrift bildet eine Wappensammlung des (vor allem) süddeutschen Adels und der zwölf süddeutschen Turniergesellschaften mit ihren adeligen Mitgliedern.
In einer Handschrift des Wappenbuchs (der Berliner Papierhandschrift) ist auch das Wappen Grünenbergs mit unterschiedlichen Beizeichen dargestellt, unter anderem dem Jerusalemkreuz, dem halben Rad der Hl. Katharina, dem Abzeichen des Kannenordens, dem des Schwertordens von Famagusta und einem Georgsorden, der teilweise dem habsburgischen St. Georgs-Orden entspricht.

## Bedeutung
Das Grünenberg-Wappenbuch gilt bis heute als eines der wichtigsten Wappenbücher des Mittelalters. Es diente als bedeutende stilistische Vorlage der romantisch „erneuerten“ Heraldik des 19. Jahrhunderts. 

## Faksimile
- R. Graf von Stillfried-Alcantara, Ad. M. Hildebrandt (Hrsg.): Des Conrad Grünenberg, Ritters und Burgers zu Costenz, Wappenbuch. Volbracht am nünden Tag des Abrellen do man zalt tusend vierhundert drü und achtzig jar. In Farbendruck neu herausgegeben. Starke, Görlitz 1875–1884. Digitalisat